# Диди-Абули
Диди-Абули (Большой Абул, груз. დიდი აბული; з.-арм. Ապուլ Абул) — гора в Грузии. Расположена на Самсарском хребте. Высота 3301 м. Часто в месте с горой Патара-Абули упоминается как Абули. Гора преимущественно сложена неогеновыми гиалодацитами. Представляет собой потухший вулкан. Вулканический конус из за высоты и древности потерял нормальную форму. На склонах выработаны древнеледниковые цирки, с моренними валами и маленькими озёрами. Большая часть горы покрыто альпийскими лугами. Широко развиты перигляциальные формы.